# Economia da Alemanha
A economia da Alemanha é a economia mais importante da Europa e é a quarta potência econômica mundial depois dos Estados Unidos, China e Japão. É uma economia de mercado na qual a seguridade social tem um peso muito grande na economia, tendo os alemães direitos sociais muito extensos. O país passou por grandes reformas de livre comércio antigamente, deixando de ser o "homem doente da Europa" para ser a maior e mais robusta economia do bloco europeu na atualidade. A reunificação teve um impacto significativo no crescimento da parte ocidental do país, com grandes quantidades de dinheiro sendo usadas para financiar a reestruturação da porção Oriental.
As indústrias metalúrgicas e químicas têm um significante papel na economia da Alemanha, enquanto na agricultura, a média propriedade familiar, altamente mecanizada predomina. A cidade de Frankfurt é o principal centro financeiro da Alemanha e da União Europeia, onde está localizado o Banco Central Europeu e a Bolsa de Valores de Frankfurt. As indústrias e as empresas do setor terciário da Alemanha são bem dispersas pelo país, o que provoca grande tráfego aéreo e rodoferroviário.
O país é o sexto no ranking de competitividade do Fórum Econômico Mundial.

## História monetária

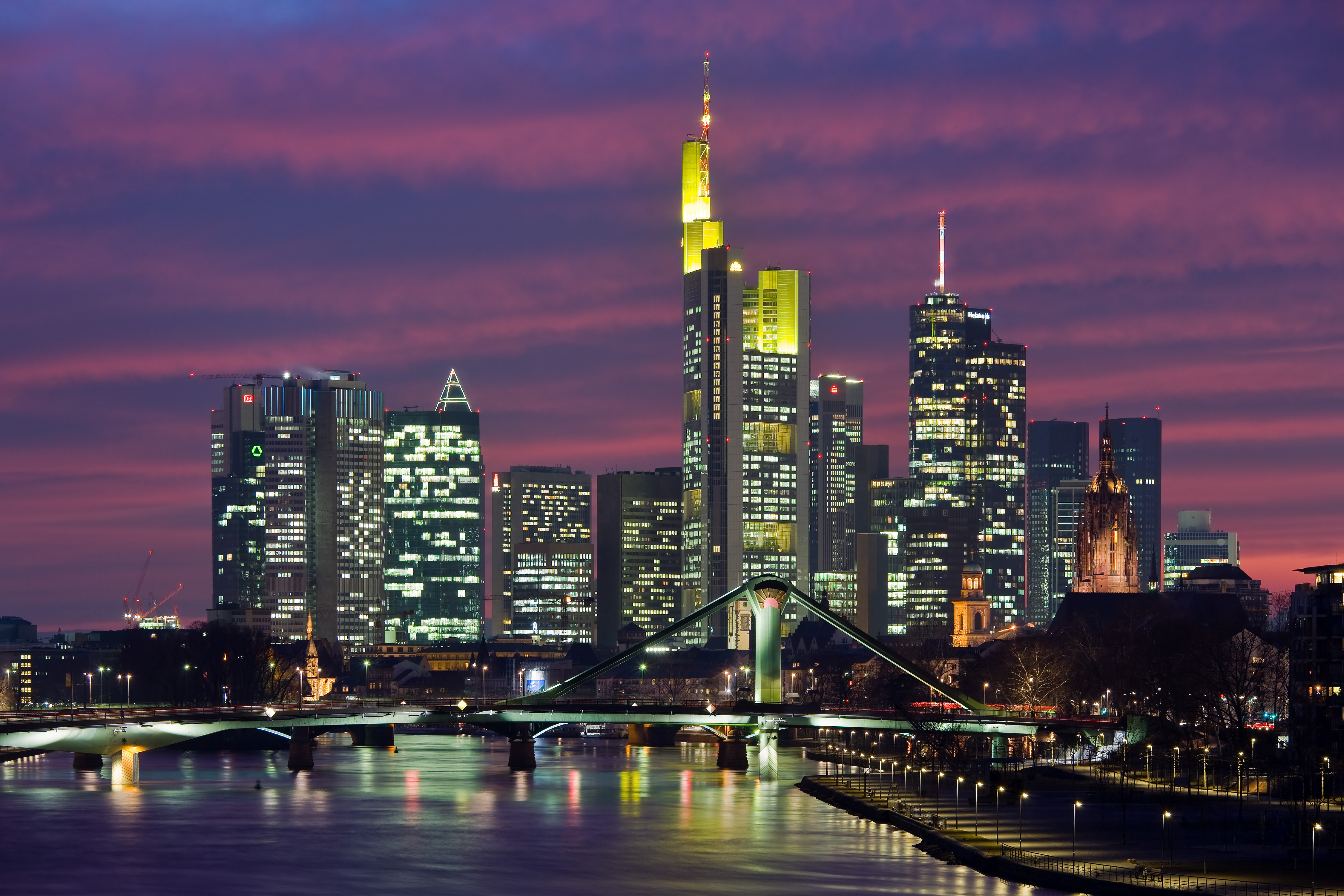
Apesar da capital Berlim deter o título de cidade mais importante da Alemanha, Frankfurt (foto) é, sem dúvidas, a capital financeira do país, sediando, inclusive, o Banco Central Europeu.

O atual poder da economia alemã começou no século XVIII, mas ele só se solidificou a partir de 1870 com a vitória da Prússia na Guerra franco-prussiana, fazendo do Império Alemão um dos principais da economia mundial.
Posteriormente, com o fim da Primeira Guerra Mundial, a Alemanha passou por um período de grave crise econômica que logo foi superado na época da Alemanha Nazista onde foi efetuada uma abertura econômica para o Ocidente. Após a Segunda Guerra Mundial, a Alemanha enfrentava outra crise.
A partir desse ponto, a Alemanha Ocidental iniciou uma visível recuperação que lhe tem permitido manter seu papel de importância na economia mundial e lhe permitiu também reunificar-se com a Alemanha Oriental. A crise de hiperinflação no início do Século XX mostrou a relevância da economia do país mesmo em sua pior crise, pois afetou também a economia internacional, inclusive a Economia dos Estados Unidos na época.
A Alemanha se manteve em 2004 como principal país exportador, à frente do Estados Unidos. As exportações cresceram 10% e alcançaram um volume de 728 bilhões * de euros. O superávit da balança comercial alcançará este ano um nível recorde de 156 bilhões de euros.

## Economia dentro daUnião Europeia
A economia alemã é a maior e mais influente em termos financeiros dos doze países que compõem a zona do euro, e da União Europeia em geral, uma vez que seu poder de compra está estimado de 2,9 trilhões  de dólares (o maior da Europa, e o quinto mais avançado do mundo), segundo dados de 2010. É seguida pelo Reino Unido (que não pertence à Zona do Euro, porém é o segundo país mais rico do continente), com 2,2 trilhões de dólares, e pela França, em terceiro, com 2,1 trilhões de dólares;
O porto mais próspero da Europa é o de Hamburgo que, segundo algumas estimativas, ultrapassará o porto de Roterdã nos Países Baixos, como o de maior movimento no continente.
A moeda anterior da Alemanha era o marco alemão; desde 1 de Janeiro de 2002 é o euro, cujo banco emissor, o Banco Central Europeu tem sua sede na cidade alemã de Frankfurt am Main.

## Comércio exterior

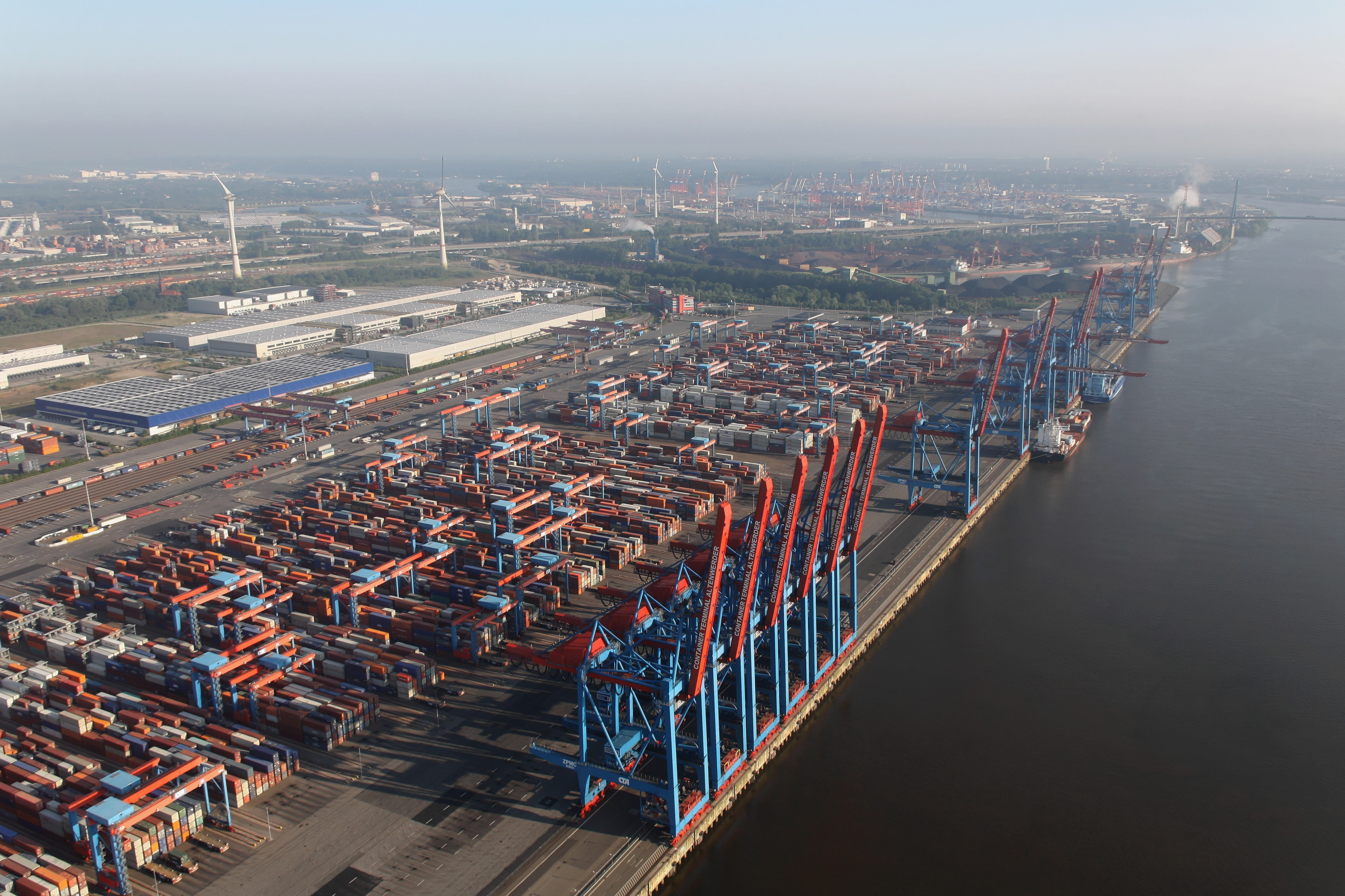
Porto de Hamburgo, o mais importante da Alemanha.

Em 2020, o país foi o 3º maior exportador do mundo (US $ 1,48 trilhões em mercadorias, 7,9% do total mundial). Considerando bens e serviços exportados, as exportações foram de US $ 1,81 trilhões. Já nas importações, em 2019, foi o 3º maior importador do mundo: US $ 1,23 trilhões.

## Setores

### Setor primário

#### Agricultura
A Alemanha produziu, em 2018:

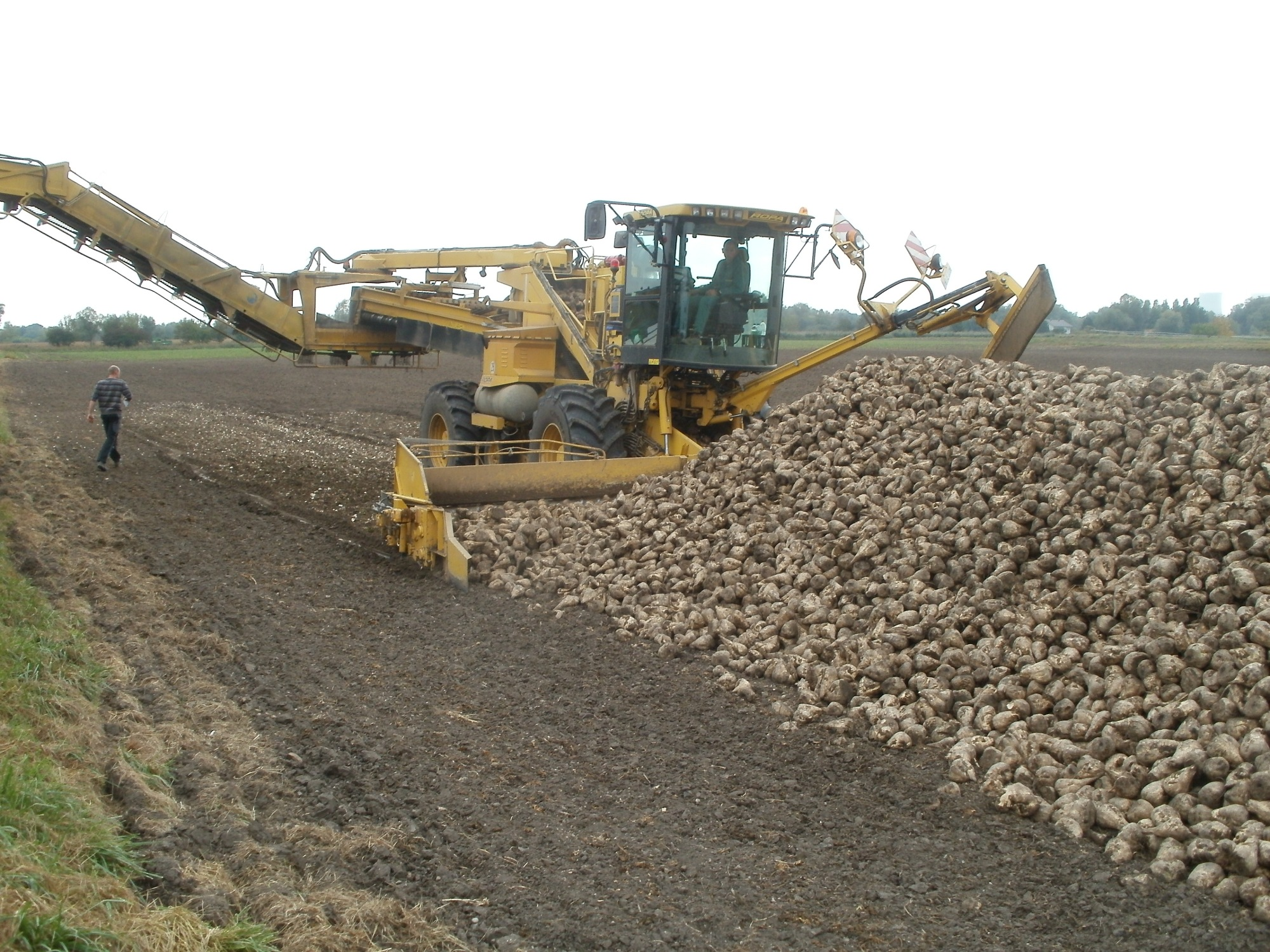
Colheita de beterraba em Rheinhausen.

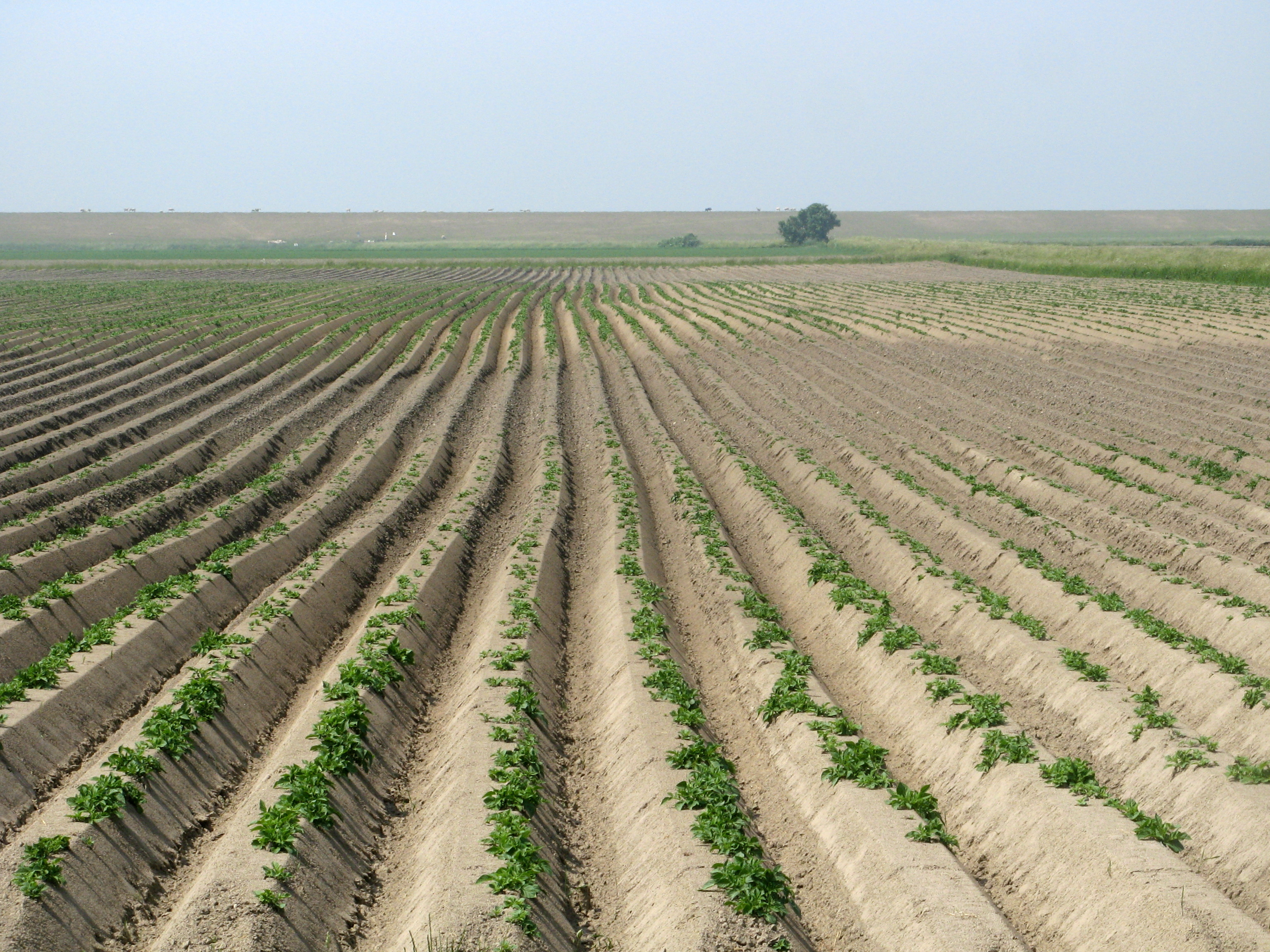
Cultivo de batata em Hellschen-Heringsand-Unterschaar.

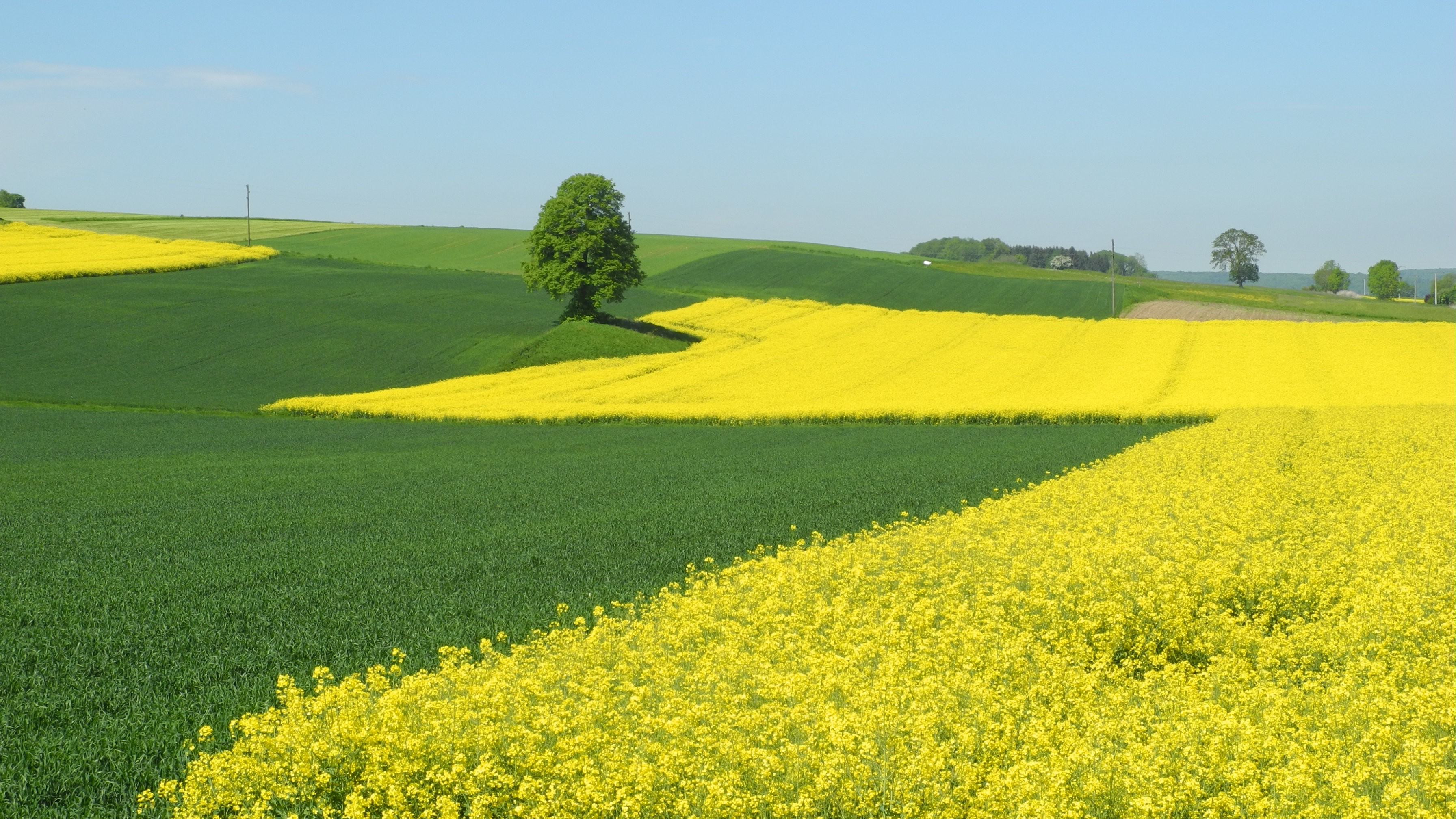
Plantio de colza em Hochsträß.

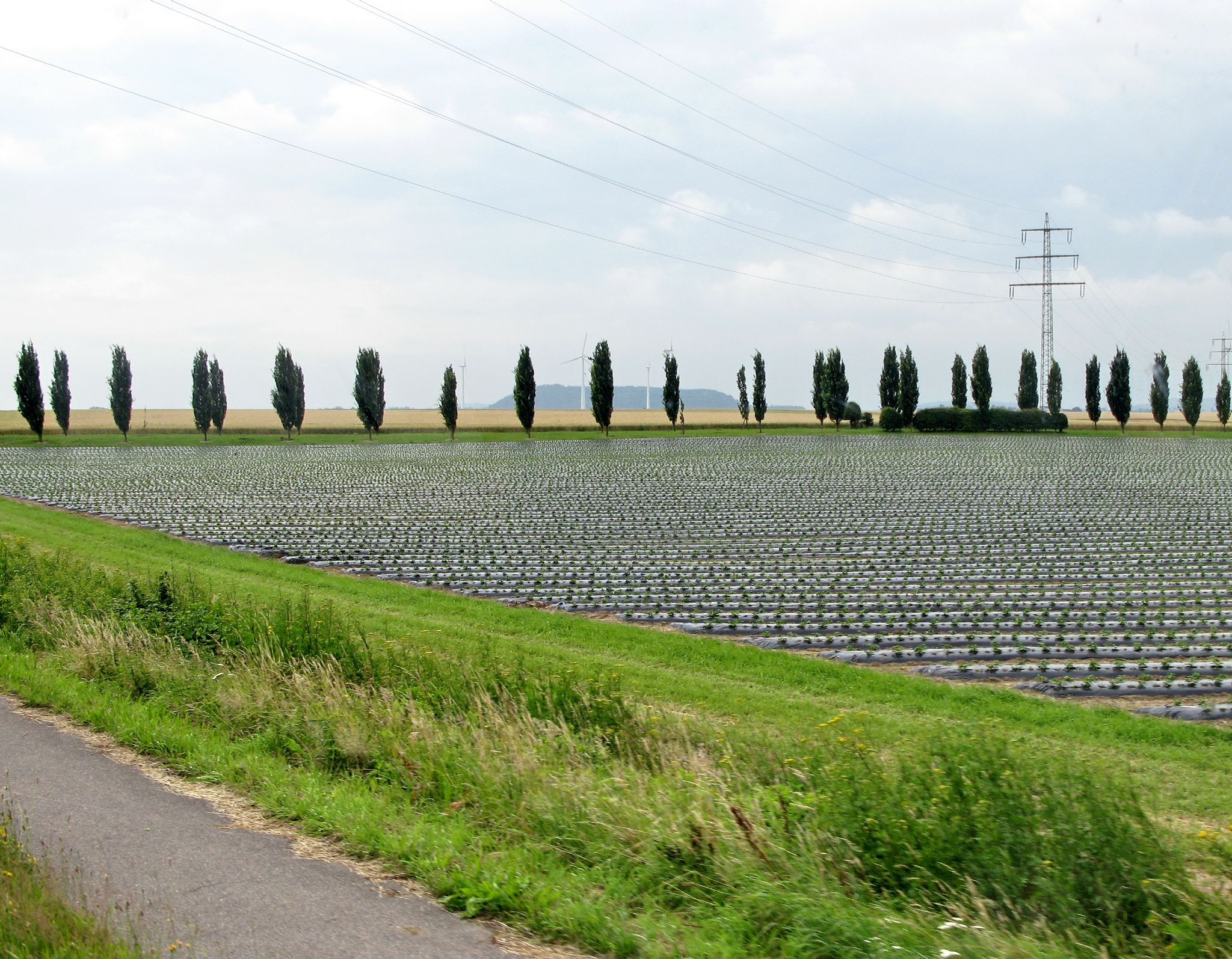
Cultivo de morango na Alemanha.

- 26,1 milhões de toneladas de beterraba (4º maior produtor do mundo), que serve para produzir açúcar e etanol;
- 20,2 milhões de toneladas de trigo (10º maior produtor do mundo);
- 9,5 milhões de toneladas de cevada (3º maior produtor do mundo, somente atrás de Rússia e França);
- 8,9 milhões de toneladas de batata (7º maior produtor do mundo);
- 3,6 milhões de toneladas de colza (6º maior produtor do mundo);
- 3,3 milhões de toneladas de milho;
- 2,2 milhões de toneladas de centeio (maior produtor do mundo);
- 1,9 milhão de toneladas de triticale (2º maior produtor do mundo);
- 1,4 milhão de toneladas de uva (16º maior produtor do mundo);
- 1,2 milhão de toneladas de maçã (12º maior produtor do mundo);
- 625 mil toneladas de cenoura;
- 604 mil toneladas de repolho;
- 577 mil toneladas de aveia;
- 503 mil toneladas de cebola;
- 267 mil toneladas de pepino;
- 227 mil toneladas de alface e chicória;
- 221 mil toneladas de ervilha;
- 160 mil toneladas de feijão;
- 141 mil toneladas de morango;
- 133 mil toneladas de aspargo;
- 126 mil toneladas de couve-flor e brócolis;
- 103 mil toneladas de tomate;
- 73 mil toneladas de cogumelo e trufa;
- 70 mil toneladas de ameixa;
- 66 mil toneladas de espinafre;
- 58 mil toneladas de soja;
- 47 mil toneladas de pera;
- 44 mil toneladas de cereja;
- 41 mil toneladas de lúpulo;
- 22 mil toneladas de tremoço;
- 16 mil toneladas de groselha;
- 12 mil toneladas de mirtilo;
- 6,8 mil toneladas de framboesa;

Além de outras produções de outros produtos agrícolas.

#### Pecuária

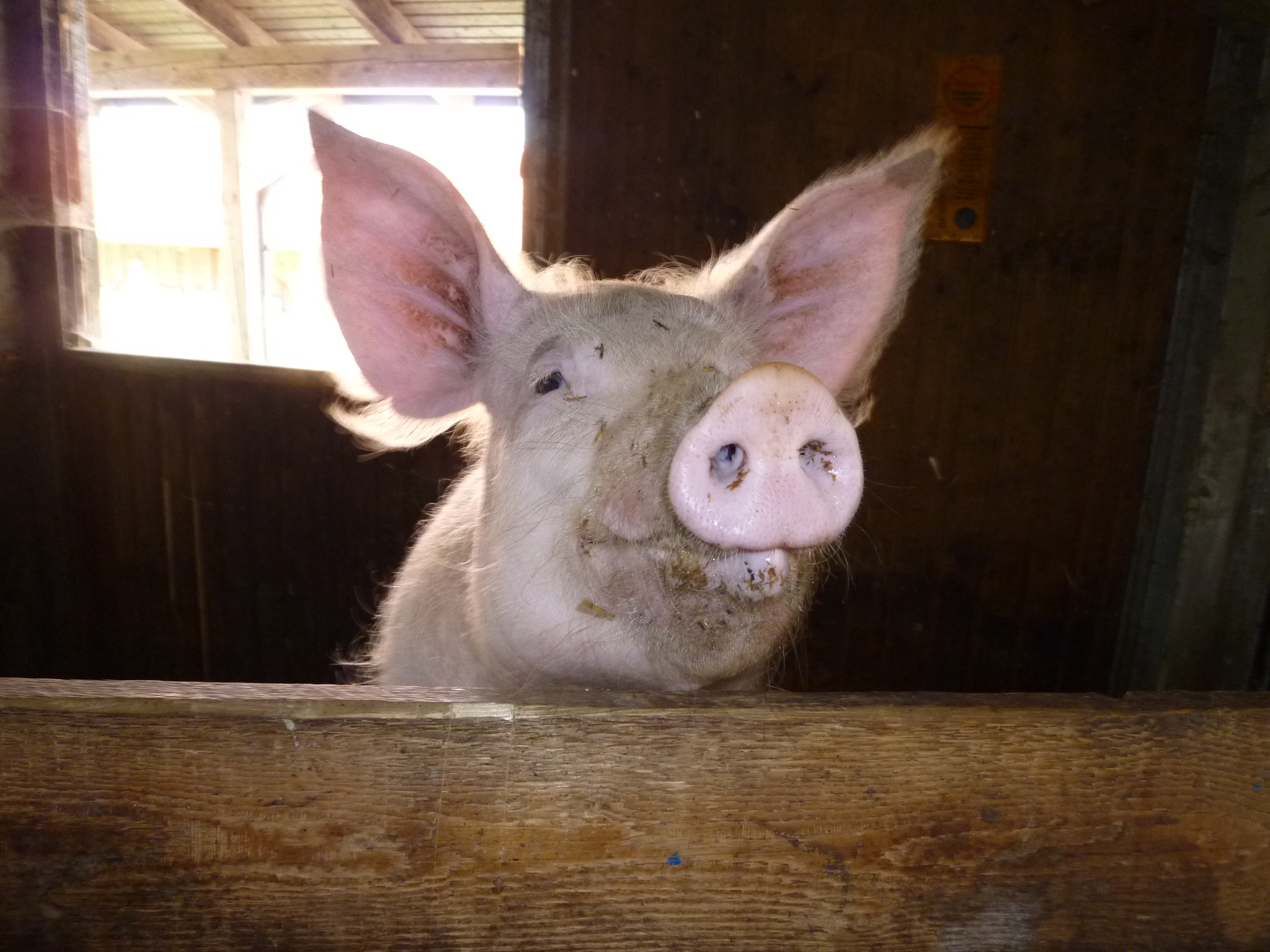
Criação suína alemã

Na pecuária, a Alemanha foi, em 2019, o 3º maior produtor mundial de carne suína, com uma produção de 5,2 milhões de toneladas; o 4º maior produtor mundial de leite de vaca, com uma produção de 33 bilhões de litros; o 11º maior produtor mundial de carne bovina, com uma produção de 1,1 milhões de toneladas; o 29º maior produtor mundial de carne de frango, com uma produção de 1 milhões de toneladas, entre outros.

### Setor secundário

#### Indústria

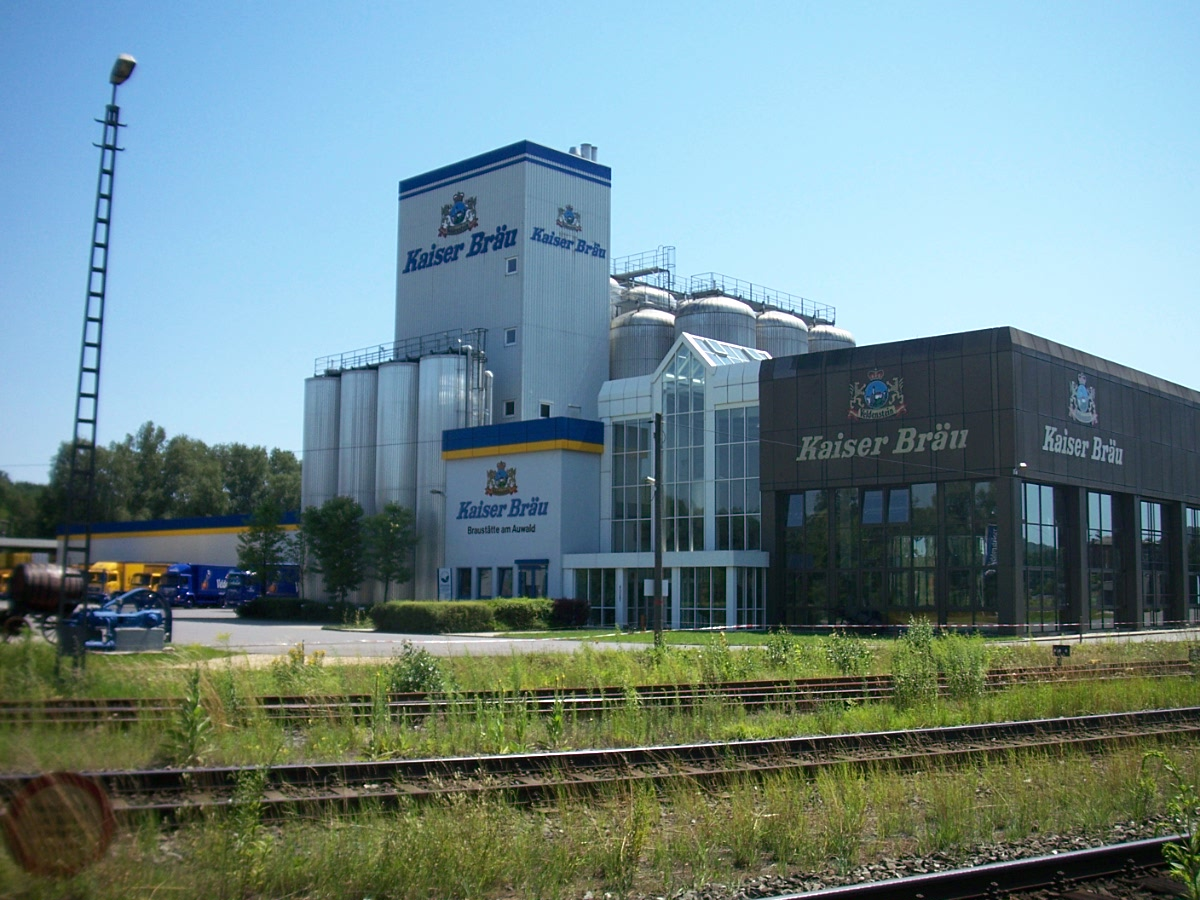
Fábrica de cerveja na Bavária.

O Banco Mundial lista os principais países produtores a cada ano, com base no valor total da produção. Pela lista de 2019, a Alemanha tinha a 4ª indústria mais valiosa do mundo (US$ 737,9 bilhões).
Em 2019, a Alemanha era o 4ª maior produtora de veículos do mundo (4,6 milhões) e a 7ª maior produtora de aço (39,7 milhões de toneladas). A Alemanha é também um dos 10 maiores produtores mundiais de vinho (foi o 8º maior produtor mundial em 2018). Em 2018 também foi o 5º maior produtor mundial de cerveja (à base de cevada). Em 2016 foi o país do mundo que mais faturou com exportação de chocolate - apesar do país não produzir cacau.
Dentre as maiores empresas negociadas na bolsa, em relação ao faturamento, o Fortune Global 500, 37 companhias estão sediadas na Alemanha. As dez maiores são Mercedes-Benz Group, Volkswagen, Allianz (a empresa mais lucrativa), Siemens, Deutsche Bank (2ª mais lucrativa), E.ON, Deutsche Post, Deutsche Telekom, Metro e BASF. As maiores empregadoras são a Deutsche Post, a Bosch e a Edeka. Outras grandes empresas de capital alemão são Adidas, Puma SE, Audi, Bayer, BMW, Deutsche Bahn, Henkel, Lufthansa, Traton, Nivea, Porsche, SAP SE, Schering, ThyssenKrupp, Volkswagen, Wella, entre outras, que demonstram a força econômica alemã nos mais diversos segmentos de mercado.

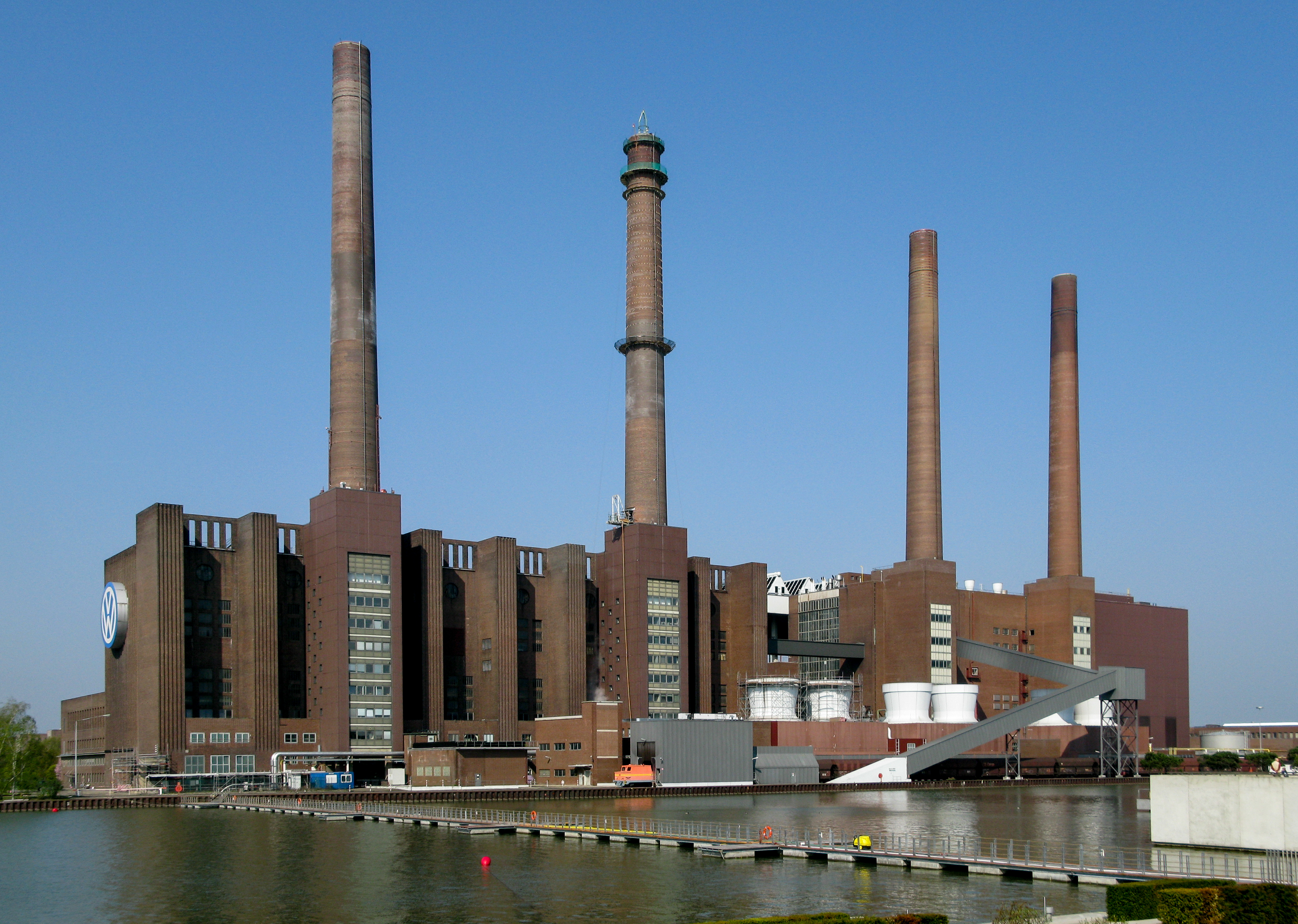
Sede da Volkswagen en Wolfsburg
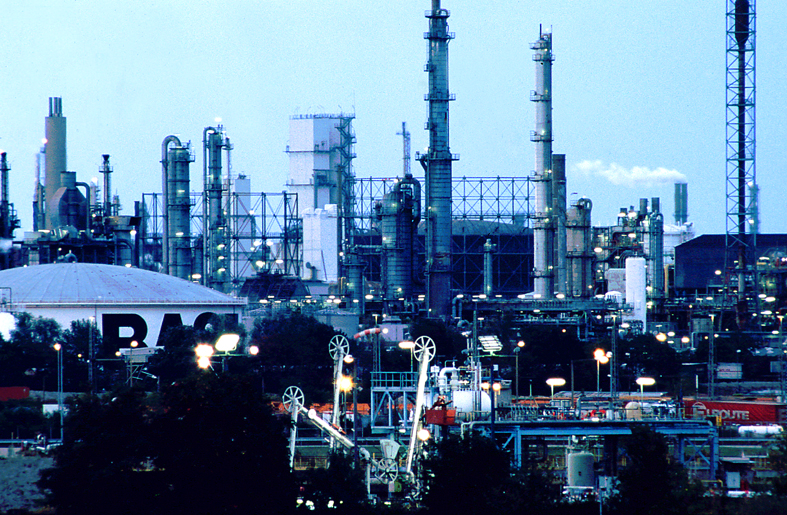
A maior fábrica de química do mundo, da BASF, em Ludwigshafen
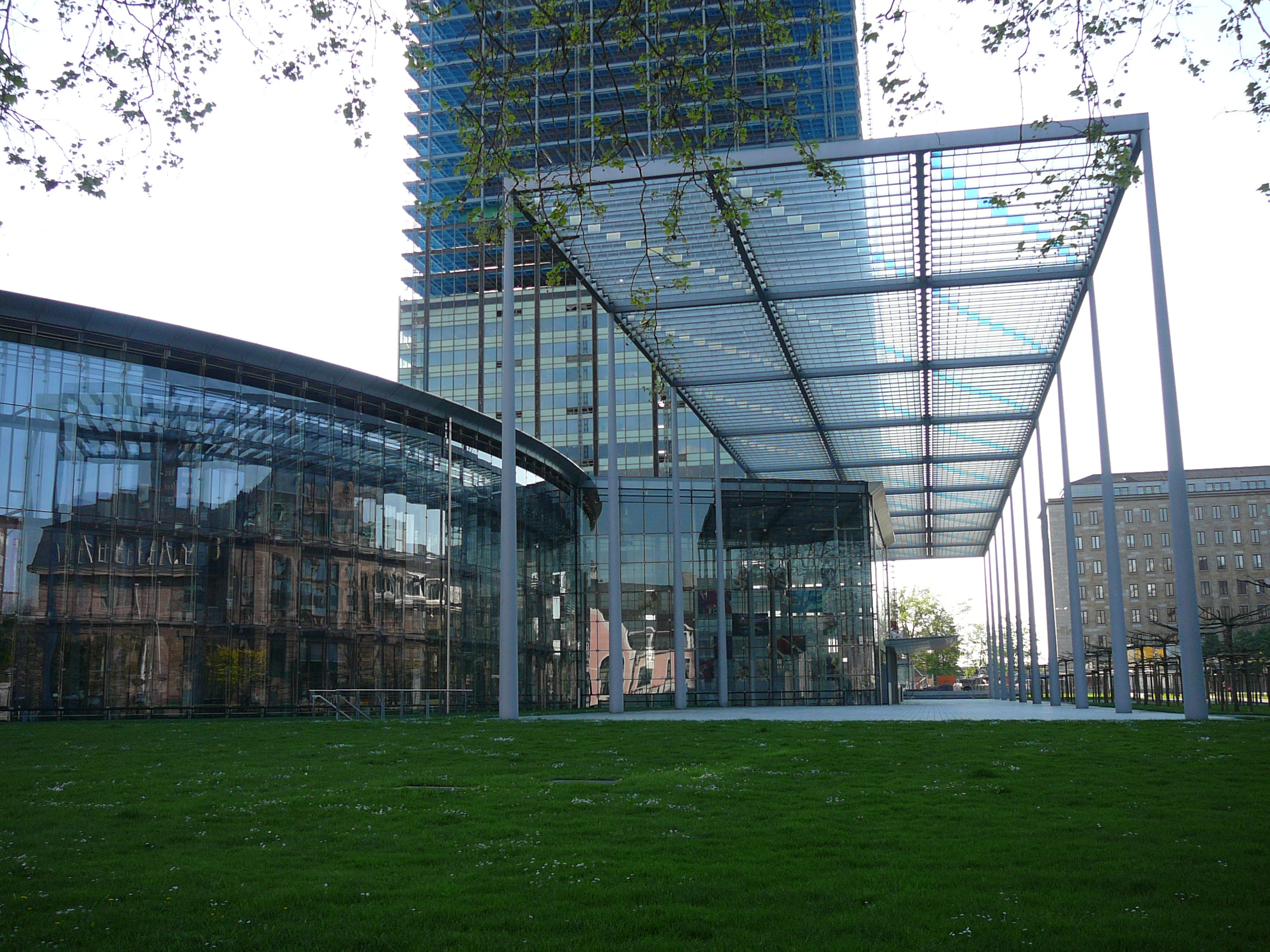
Sede da Bayer, em Leverkusen
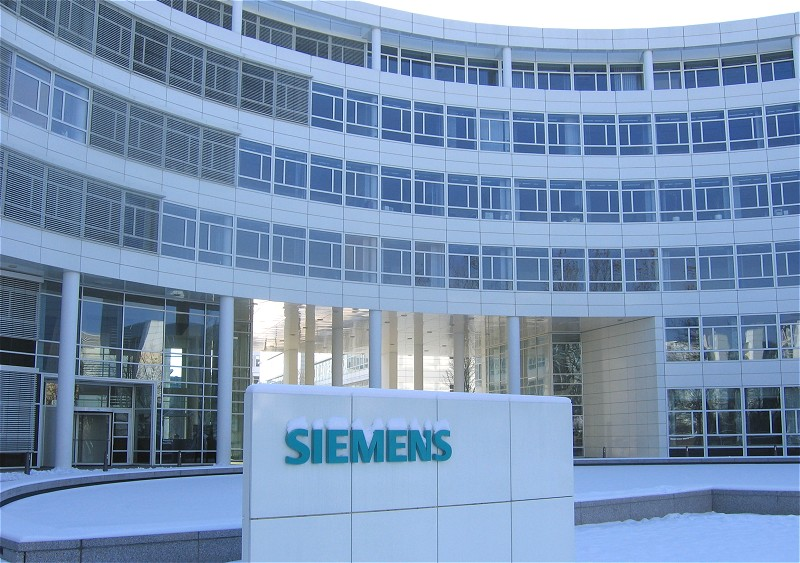
Sede da Siemens, em Munich

#### Mineração

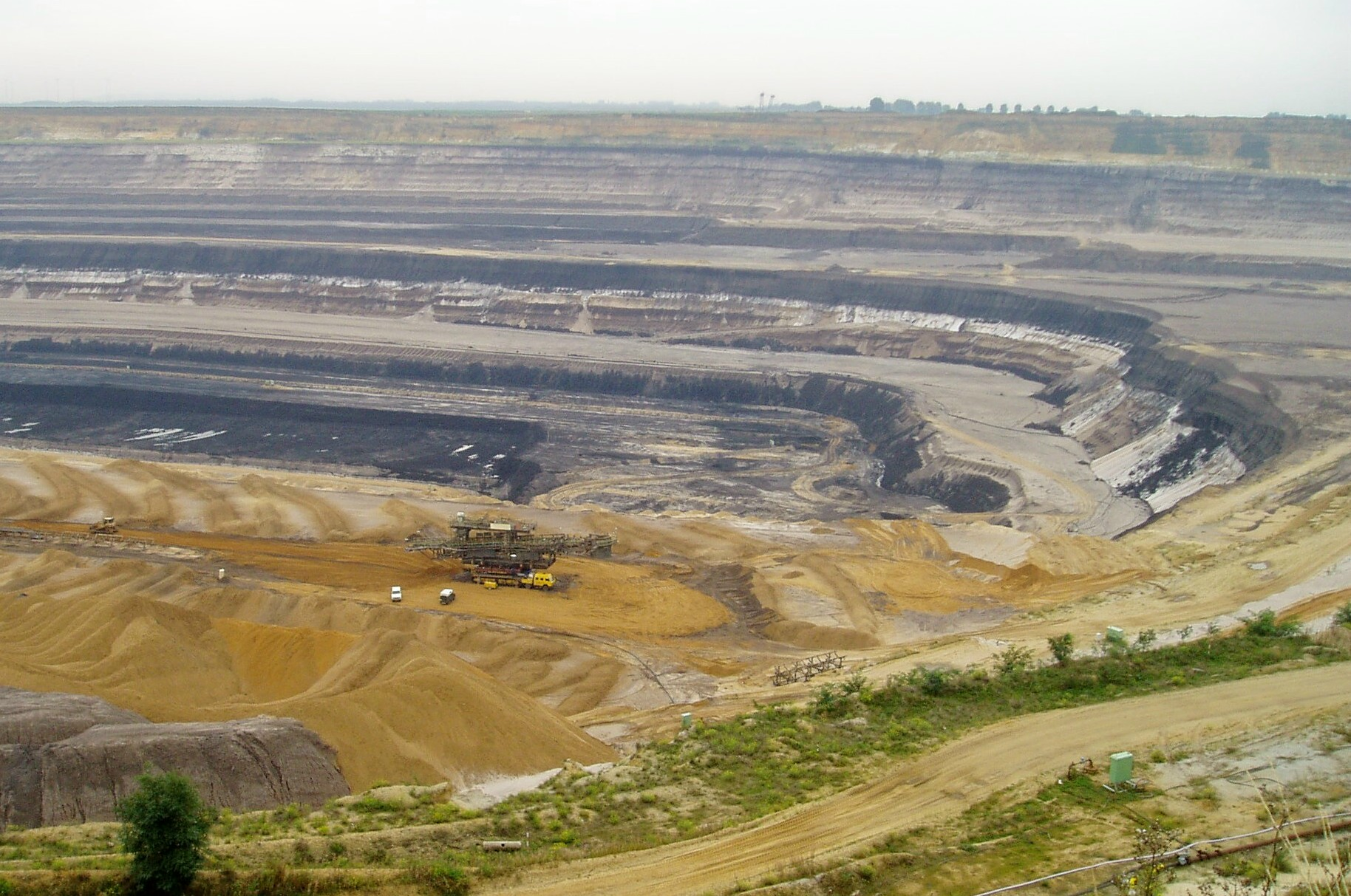
Mineração de lignito (carvão) em Grevenbroich.

A Alemanha não tem uma grande produção mineral, porém, em 2019, o país era o 3º maior produtor mundial de selênio, o 5º maior produtor mundial de potash (um mineral que contém potássio e é usado como fertilizante), o 5º maior produtor mundial de boro, o 17º maior produtor mundial de grafite, o 18º maior produtor mundial de enxofre, além de ser o 4º maior produtor mundial de sal.

#### Energia

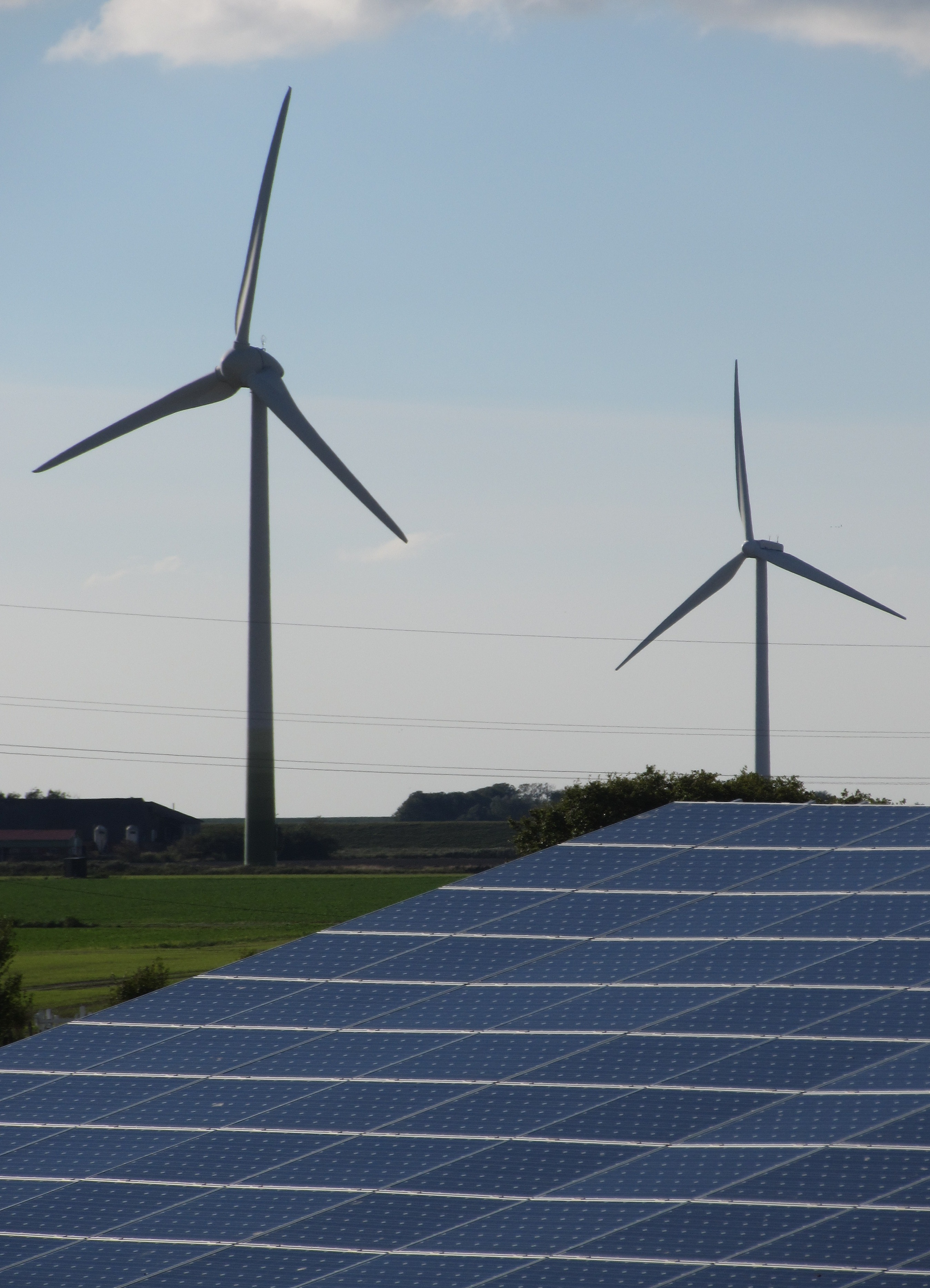
A Alemanha, embora tenha baixa irradiação solar, investe pesadamente nas energias renováveis devdio à imensa necessidade energética promovida por sua alta industrialização

Nas energias não-renováveis, em 2020, o país era o 57º maior produtor de petróleo do mundo, extraindo 37 mil barris/dia. Em 2019, o país consumia 2,28 milhões de barris/dia (10º maior consumidor do mundo). O país foi o 6º maior importador de petróleo do mundo em 2018 (1,83 milhões de barris/dia). Em 2016, a Alemanha era a 43º maior produtora mundial de gás natural, 8,5 bilhões de m³ ao ano. Em 2010 a Alemanha era a 2ª maior importadora de gás do mundo (99,6 bilhões de m³ ao ano), principalmente da Rússia. Na produção de carvão, o país foi o 8º maior do mundo em 2018: 175,1 milhões de toneladas. Apesar disso, o país também é o 6º maior importador de carvão do mundo: em 2018, foram 44 milhões de toneladas. Em 2019, a Alemanha também possuía 6 usinas atômicas em seu território, com uma potência instalada de 8,1 GW.
Nas energias renováveis, em 2020, a Alemanha era o 3º maior produtor de energia eólica do mundo, com 62,1 GW de potência instalada, e o 4º maior produtor de energia solar do mundo, com 53,7 GW de potência instalada;
Em 2002 a Alemanha foi o quinto maior consumidor do mundo de energia, e dois terços de sua energia primária foi importada. No mesmo ano, a Alemanha foi o maior consumidor de eletricidade da Europa com um total de 512,9 bilhões * de quilowatts-hora.
A política governamental enfatiza a conservação e o desenvolvimento de fontes de energia renovável, como a solar, vento, biomassa, hidráulica, e geotérmica. Como resultado das medidas de economia de energia, a eficiência energética (a quantidade de energia necessária para produzir uma unidade do produto interno bruto) vem melhorando desde o início das medidas nos anos 1970. O governo já definiu o objetivo de satisfazer metade da demanda energética do país a partir de fontes renováveis até 2050. Em 2000, o governo e a indústria nuclear alemã concordou em desativar gradualmente todos as usinas nucleares até 2021. No entanto, as energias renováveis estão desempenhando um papel mais modesto do consumo de energia. Em 2006 o consumo energético foi cumprida pelas seguintes fontes: petróleo (35,7%), carvão, incluindo lignito (23,9%), gás natural (22,8%), nuclear (12,6%), energia hidráulica e eólica (1,3%) e outros (3,7%).

### Setor terciário

#### Transportes

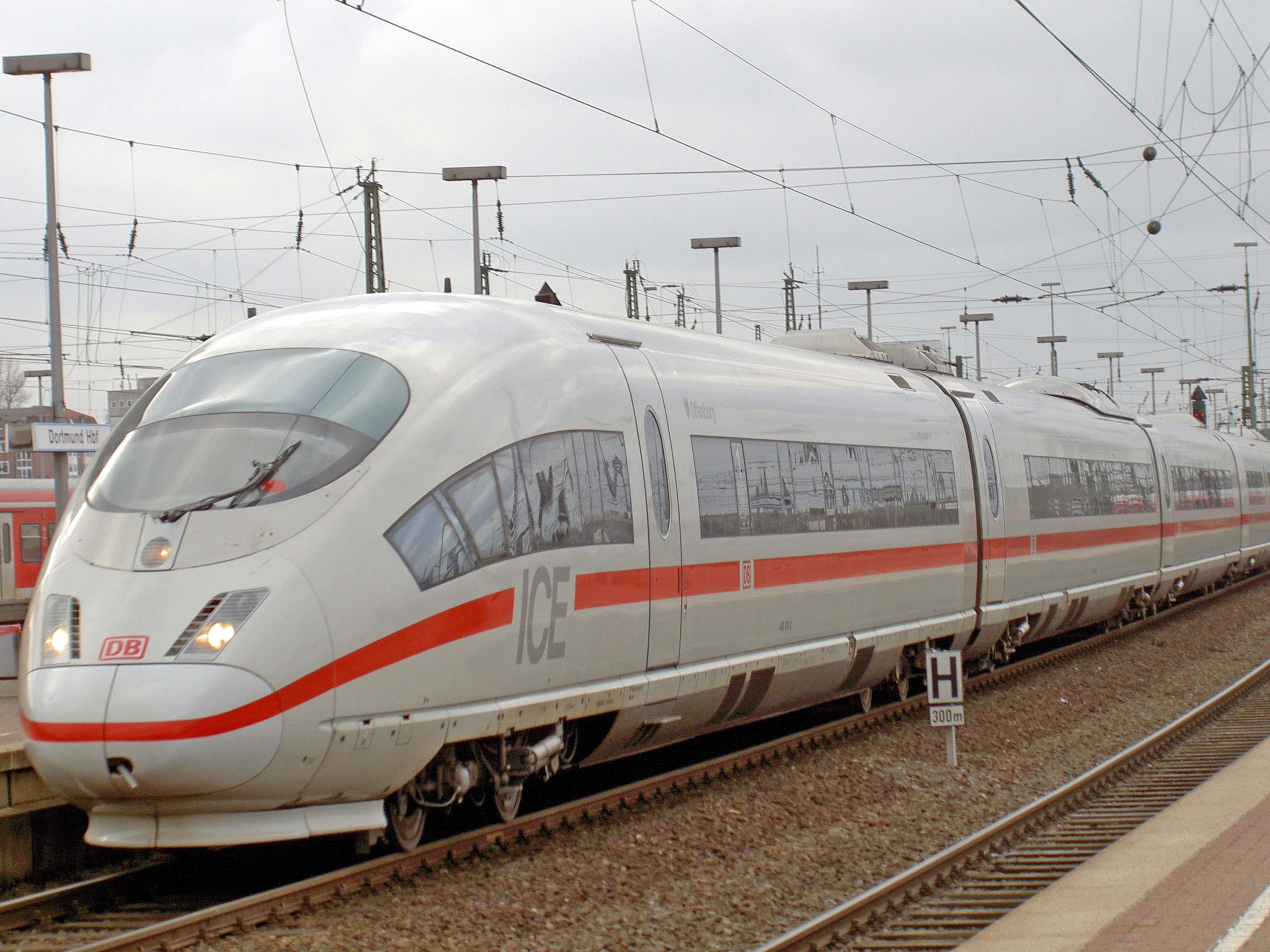
A locomotiva do ICE 3.

Desde os anos de 1930 iniciara-se na Alemanha a construção da primeira rede de autoestradas em grande escala. O país dispõe de 12.174 km de autoestradas (Autobahn) e de 40.969 km de estradas federais (Bundestraßen), o que faz da Alemanha o país com a terceira maior densidade de estradas por veículos do mundo. A totalidade de autoestradas do país são gratuitas para veículos particulares. Desde 2005, os caminhões de carga pagam pedágio (portagem) descontado automaticamente via satélite.
A Alemanha é líder mundial na construção de canais. Este tipo de construção milenário foi reimpulsionado a partir do século XIX. O "Canal de Kiel", que une o mar do Norte com o mar Báltico, é um dos mais imponentes. Inúmeros canais fluviais, como o "canal Meno-Danúbio" (Main-Donau Kanal), o "Canal Dortmund-Ems" e o "Canal Elba-Seitenkanal", dão ao país uma completa rede de canais de água.

## Turismo

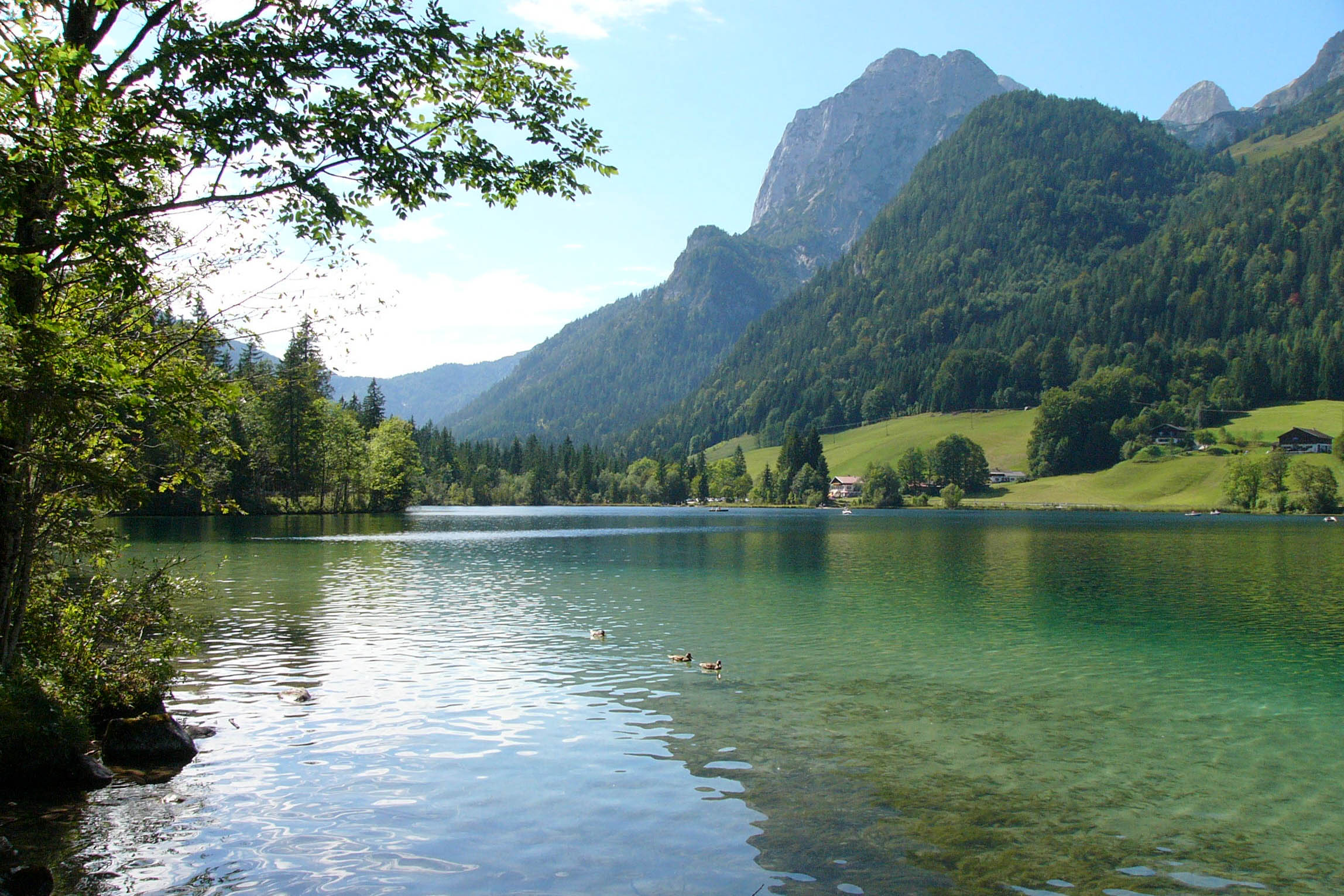
Bavária, área turística alemã.

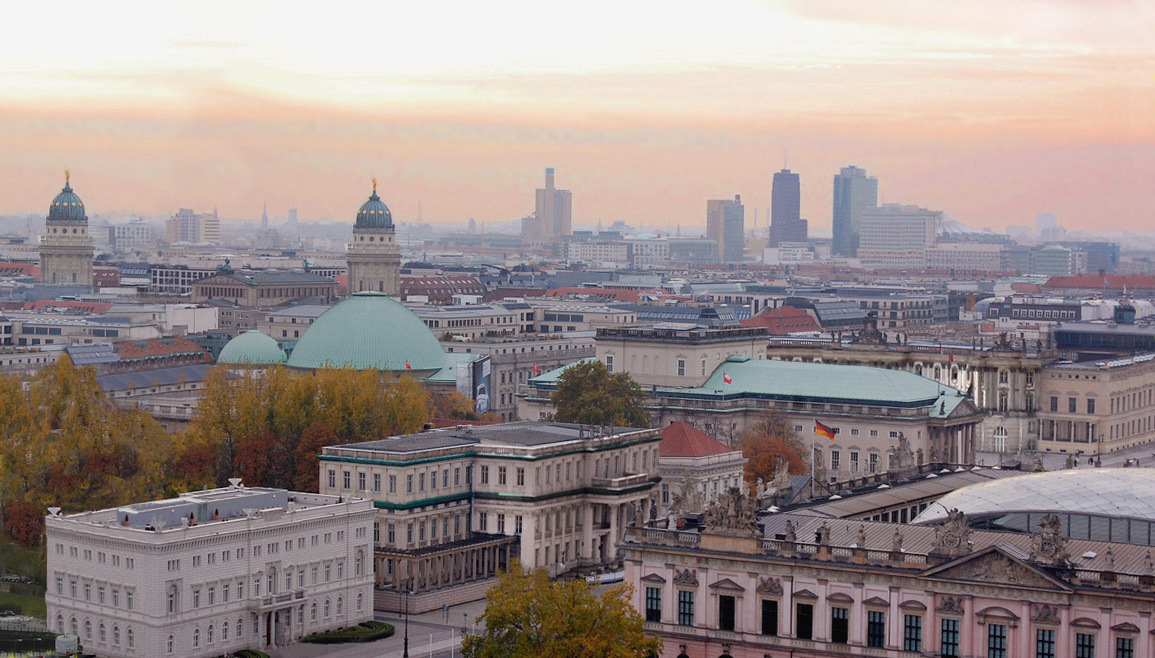
A capital Berlim recebe muitos turistas.

Em 2018, a Alemanha foi o 8º país mais visitado do mundo, com 38,8 milhões de turistas internacionais. As receitas do turismo, neste ano, foram de US $ 42,9 bilhões.